# Ringaren i Notre Dame
För andra betydelser, se Ringaren i Notre Dame (olika betydelser).
Ringaren i Notre Dame (även Ringaren i Notre-Dame; fransk originaltitel: Notre-Dame de Paris. 1482) är en gotisk roman av Victor Hugo utgiven 1831.
Romanen är ett av Hugos mest kända verk, och har blivit föremål för ett stort antal bearbetningar i olika medier och en klassisk film från 1939 med Charles Laughton i titelrollen.

## Handling
Berättelsen utspelar sig i Paris på 1400-talet. Ärkediakonen i Notre-Dame,  Claude Frollo, blir förälskad i Esmeralda (franska: Esméralda), en danserska av romskt ursprung. Han ger sin skyddsling, den puckelryggige och missbildade klockaren Quasimodo i uppdrag att kidnappa henne.
Quasimodo är enögd och har otäcka vårtor. Den unga och sköna Esmeralda sägs vara ett hittebarn som uppfostrats av romer.
Gardeskaptenen Febus (franska: Phébus de Châteaupers) räddar dock Esmeralda från kidnappningen. Därefter knivhugger Frollo honom men beskyller sedan Esmeralda för dådet. Bland annat anklagas hon för häxeri. Hennes straff ska bli att avrättas genom hängning. Quasimodo, som blivit kär i Esmeralda på grund av hennes vänlighet mot honom som en socialt utstött individ, förhindrar dock avrättningen och för henne till ett gömställe uppe i kyrkan.

## Teman
Berättelsen kan karakteriseras som en historisk ödesroman och delvis skriven i okronologisk ordning. Den utspelar sig huvudsakligen år 1482 men innehåller en del återblickar samt en del historiska utvikningar, där det är uppenbart att berättaren befinner sig hundratals år senare. Ingen av huvudpersonerna är alltså berättarjag.
Boken har en myllrande handling med väldigt många personer och händelser. Huvudpersonerna är Quasimodo, Esmeralda och ärkediakonen Claude Frollo. I början är det dock snarare den något bortkomne poeten Pierre Gringoire som är huvudperson.
Ett framträdande inslag i boken är hur dåligt det medeltida rättsväsendet fungerade; det beskrivs mycket tydligt i skildringarna av rättegångarna mot Quasimodo och Esmeralda. Ett ofta uppfattat budskap är att den som är vidrigt ful inte nödvändigtvis måste vara ond, då Quasimodo framstår som sympatisk. Detta får han dock inget erkännande för under sin livstid.

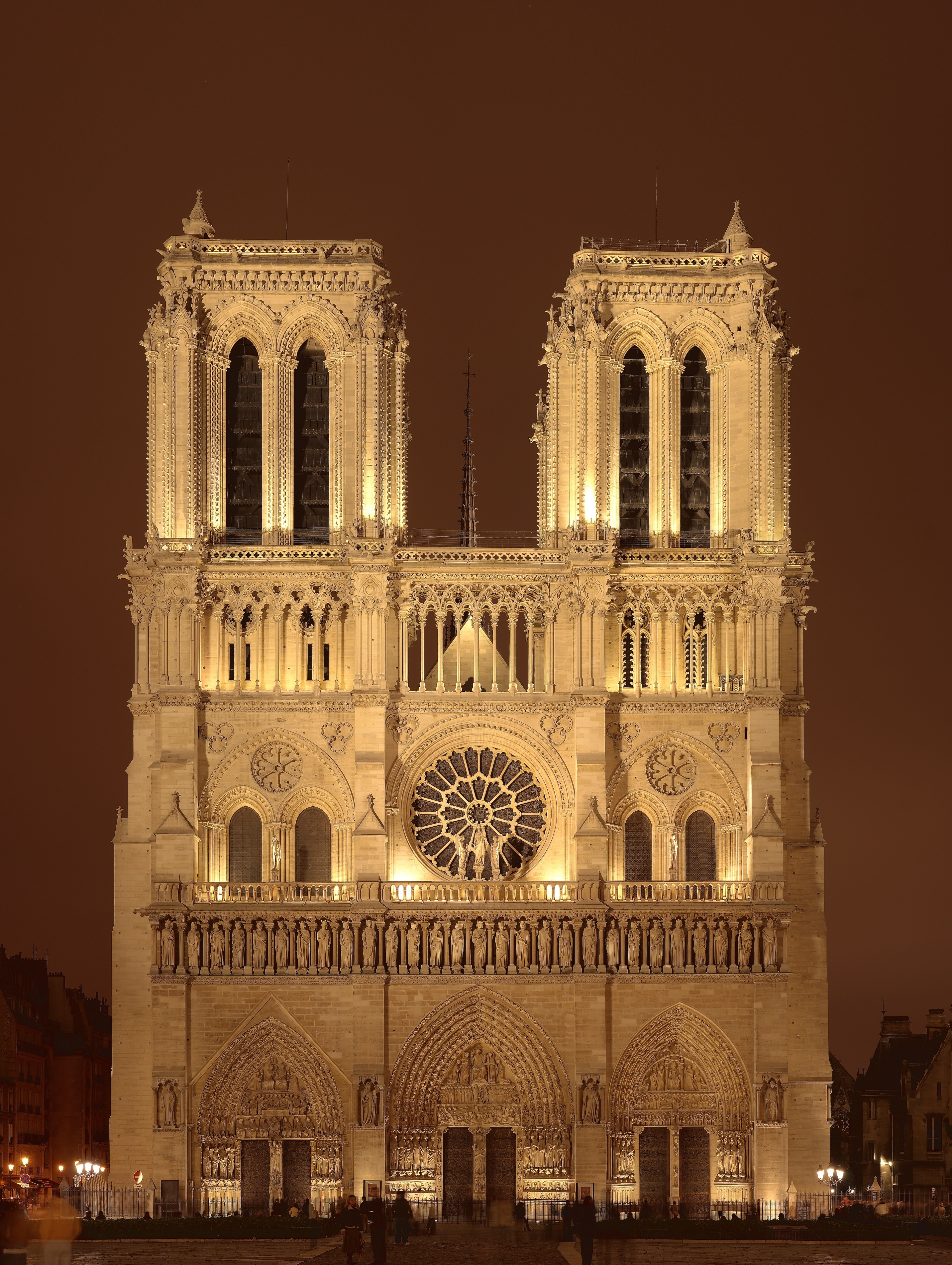
Västra fasaden av katedralen Notre-Dame de Paris.

### Intrigen med spädbarnen
Mycket av handlingen har sin grund i att en grupp skurkaktiga romer rövade bort en liten flicka, den blivande Esmeralda, och lade dit Quasimodo istället. Det hände i Reims. Under något oklara omständigheter (historien berättas huvudsakligen i en dialog mellan några kvinnliga bipersoner) fördes Quasimodo sedan till ärkebiskopen, som skickade honom att lämnas som hittebarn i Notre-Dame de Paris, där Claude Frollo tog sig an honom.
Esmeraldas mor, Paquette de Chantefleurie, var mycket förtvivlad över förlusten av dottern och gav sig av till Paris för att leva som botgörerska i en cell som kallades för Råtthålet, och bytte namn till Gudule. Hennes grannar i Reims trodde att hon hade begått självmord. År 1482 lever Gudule ett mycket asketiskt liv i sin cell och häver ur sig hat mot romer så fort hon får tillfälle utan att folk förstår varför.

### Alla älskar Esmeralda
Det som för handlingen framåt är i princip att alla på något vis älskar Esmeralda. Både Quasimodo och Claude Frollo blir olyckligt förälskade i henne, och den sistnämnde agerar ut det på ett synnerligen destruktivt sätt. Esmeralda är kär i en ståtlig vaktkapten som heter Phoebus; han är även förälskad i henne men är redan förlovad med en flicka av börd, Fleur-de-lys. Gringoire blir kär i Esmeralda ett litet tag men tröttnar sedan på henne och är på det hela taget mer intresserad av hennes get Djali. Gudule hatar Esmeralda så länge hon uppfattar henne som en rom, men ändrar helt inställning när det till slut framgår att hon är hennes dotter.
Folket i Mirakelgården – ett slags klubb för tjuvar, tiggare och lösdrivare som Esmeralda är med i – är i princip beredda att gå i krig för att rädda Esmeralda, vilket urartar i blodiga kravaller utanför Notre Dame.

## Bearbetningar

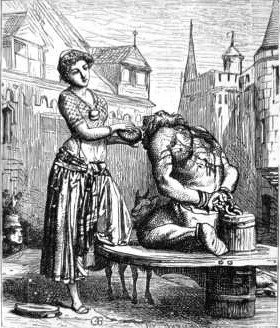
Esmeralda ger Quasimodo vatten. Teckning av Gustave Brion.

Hittills har alla filmatiseringar avvikit något från den ursprungliga texten. Några ger den till och med ett lyckligt slut, som i den klassiska filmen från 1939 med Charles Laughton som Quasimodo och Maureen O'Hara som Esmeralda (även om Quasimodo i denna version förlorar henne till Gringoire). Den franska filmen från 1956, med Anthony Quinn och Gina Lollobrigida, är en av få versioner som slutar nästan precis som romanen, men där är andra delar av historien ändrad. Till skillnad från de flesta andra filmatiseringarna har Disney-versionen från 1996 ett slut som är inspirerat av en opera skapad av Hugo själv.
Musikalen Notre-Dame de Paris är baserad på boken, som också har inspirerat till baletten Esmeralda. Den finns också som opera av Franz Schmidt, då benämnd Notre Dame. Historien hade också ett uruppförande 3 april 2009 som balett av den svenske koreografen Pär Isberg.

### Filmatiseringar i urval
- Esmeralda, fransk film från 1905, den första filmatiseringen av berättelsen
- Ringaren i Notre Dame, fransk film från 1911 producerad av Pathé Frères
- The Darling of Paris, amerikansk film från 1917 med Theda Bara
- Esmeralda, brittisk film från 1922 med Sybil Thorndike i titelrollen
- Ringaren i Notre Dame, amerikansk film från 1923 med Lon Chaney och Patsy Ruth Miller
- Ringaren i Notre Dame, amerikansk film från 1939 med Charles Laughton och Maureen O'Hara
- Ringaren i Notre Dame, fransk film från 1956 med Anthony Quinn och Gina Lollobrigida
- Ringaren i Notre Dame TV-film från 1982 med Lesley-Anne Down och Anthony Hopkins
- Ringaren i Notre Dame, animerad film från 1996 av Disney
- Ringaren i Notre Dame, Nyzeeländsk film från 1997 med Salma Hayek och Richard Harris
- Quasimodo d'El Paris, fransk film från 1999 med Patrick Timsit